# 高根沢温泉
高根沢温泉（たかねざわおんせん）は、栃木県塩谷郡高根沢町（旧国下野国）にある温泉。

## 泉質
- ナトリウム - 塩化物泉（無色、透明、無臭）
- 源泉温度 70.1℃。
- pH 7.8
- 効能：健康増進、疲労回復、慢性リューマチ、筋肉･関節の痛みとこわばり、打ち身や捻挫、切り傷、火傷、慢性皮膚炎、慢性婦人病など
- 湧出量400.01L/min

## 温泉街
コテージを備えた温泉保養施設を本館に持つの道の駅たかねざわ 元気あっぷむらが存在する。

## アクセス
- 鉄道 : 東北本線宝積寺駅よりタクシーで約15分。無料送迎バスあり。
- 東北自動車道矢板インターチェンジより約40分、宇都宮インターチェンジより約50分、北関東自動車道宇都宮上三川インターチェンジより約40分